# Felícitas Chaverri Matamoros
María Felícitas Bernabé Chaverri Matamoros (Atenas, 9 de mayo de 1894−San José, 6 de octubre de 1934) fue una farmacéutica y poetisa costarricense, reconocida por ser la primera mujer en obtener un título universitario en el país al profesionalizarse de la carrera de farmacia, en 1917. Posterior a alcanzar este hito, Felícitas se convirtió en la primera mujer en ocupar la jefatura del Departamento de Drogas y Estupefacientes de la Secretaría de Salubridad Pública.
Su aspiración le permitió dar inicio al reconocimiento de la mujer en la educación superior y en la medicina costarricense, en la cual solo los hombres gozaban de reconocimiento en sus habilidades, promoviendo la eliminación de estereotipos sobre la capacidad de la mujer y la importancia de su rol en la sociedad.

## Biografía

### Primeros años
Nacida el 9 de mayo de 1894, en la ciudad alajuelense de Atenas, proviene del seno de una familia de origen herediano. Su madre era María Teresa Matamoros González, y su padre Vicente Chaverri Solano, y tuvieron junto a Felícitas otros seis hijos, entre ellos Amado Chaverri Matamoros, quien emigró a México en 1918 y participó como funcionario de confianza del porfirismo durante la Revolución Mexicana. Su familia posteriormente se traslada nuevamente a Heredia, donde Felícitas realiza y concluye sus estudios de primaria y secundaria.
En marzo de 1907 se inscribe al Liceo de Heredia, donde, ocho meses después, y junto a las jóvenes María Ester y María Julia González Flores, hermanas del después presidente Alfredo González Flores, obtienen el título de bachillerato en humanidades. Esta fue la primera vez que el Liceo de Heredia realizó una graduación mixta, o sea, donde se incluyeron a las mujeres en la que, hasta entonces, era una institución exclusiva para hombres. Durante el año de 1910, Felícitas se dedicaría a escribir una serie de poemas, entre ellos "Desdichada" y "La Esperanza".
En 1911, a sus 17 años, Felícitas se traslada a San José para presentar ante la Junta de Gobierno de la Facultad de Farmacia una solicitud para estudiar esta carrera, y es aquí donde cumple con otro hito, ya que es aceptada por la institución como la primera mujer en hacerlo. La solicitud de la joven para ingresar a cursar sus estudios en la institución generó el rechazo de algunos profesores y académicos, sin embargo, finalmente logró el apoyo del entonces presidente del Colegio de Farmacéuticos, Francisco Jiménez Núñez, con lo cual la joven pudo ingresar.

### Carrera
Felícitas ingresa a la Facultad de Farmacia en 1912, y es el 23 de noviembre de 1917 cuando finalmente se profesionaliza y gradúa de la Licenciatura en Farmacia, convirtiéndose así en la primera mujer en obtener un título universitario en el país. Este hecho ayudó a consolidar el derecho de las mujeres al ingreso de la educación superior, así como la eliminación de estereotipos sobre la capacidad de la mujer y su rol en la sociedad.
Después de lograr este hito, Felícitas se desempeñó como regente en varias farmacias de San José. En diciembre de 1921, se casa con el santacruceño y entonces diputado por la provincia de Guanacaste, Clímaco Pérez Arrieta, con quien tiene tres hijos. Para entonces, Felícitas se propuso incursionarse en la carrera de medicina, y es por ello que se traslada en 1927 a México, donde vivía su hermano Amado, para cursar la carrera. Sin embargo, para 1928 la situación económica de la joven no era la mejor, y es por ello que, al enterarse de la situación, su amigo y entonces diputado, Francisco Cubillo Incer, presenta ante el Congreso Constitucional un proyecto para que se le concediera una beca a la joven. El proyecto fue aprobado inicialmente por los diputados, sin embargo, sería posteriormente rechazado por el entonces presidente Cleto González Víquez, argumentado falta de fondos. Ante ello, Felícitas es obligada a concluir con sus estudios y a retornar a Costa Rica.

### Fallecimiento y homenajes póstumos
El 7 de abril de 1931, el gobierno la nombra como jefa del Departamento de Drogas y Estupefacientes de la Secretaría de Salubridad Pública, convirtiéndose en la primera mujer en ocupar este cargo. Felícitas se desempeñó en este puesto hasta dos años después, ya que contraería una enfermedad pulmonar que, hasta ese entonces, era muy difícil de remediar en el país. Murió en San José producto de la enfermedad el 6 de octubre de 1934, a sus 40 años.
Posterior a su muerte, la Facultad de Farmacia  le dedicó a María Felícitas la XXIX Semana de Farmacia, y el 15 de noviembre de 1968, la Secretaría General de la Federación Centroamericana de Mujeres Centroamericanas, con sede en El Salvador, le confirió un otorgó un diploma honorífico póstumo en honor a su participación en el reconocimiento de la mujer en la educación superior y en la medicina costarricense. En 2002 ingresó a la Galería de Mujeres del Instituto Nacional de las Mujeres (INAMU).